# Gary Waddock
Gary Waddock (Kingsbury, 17 marzo 1962) è un allenatore di calcio ed ex calciatore irlandese con cittadinanza britannica, di ruolo centrocampista.

## Carriera

### Club
Gioca per quasi tutta la carriera in Inghilterra, vestendo le divise di squadre tra la prima e la terza divisione, esclusa una breve esperienza biennale in Belgio.

### Nazionale
Esordisce il 30 aprile del 1980 contro la Svizzera (2-0).

## Palmarès

### Allenatore

#### Competizioni nazionali
- Conference National: 1

Aldershot Town: 2007-2008
- Conference League Cup: 1

Aldershot Town: 2007-2008